# North Carolina Football Club
Il North Carolina Football Club, noto fino al 2016 come Carolina RailHawks, è una società calcistica professionisitca statunitense con sede a Raleigh, in Carolina del Nord, e che disputa le proprie partite interne presso il WakeMed Soccer Park di Cary, impianto che può contenere fino a 10.000 spettatori.
Attualmente milita in USL League One, terzo livello del calcio statunitense.

## Storia
Il 26 gennaio 2006, un gruppo di imprenditori capitanati da Chris Economides annunciò la nascita di nuova squadra che avrebbe preso parte alla USL First Division a partire dalla stagione 2007.
Nel luglio del 2006 venne svelato il nome del nuovo club: Carolina RailHawks. Il termine si riferiva ad un uccello immaginario che combina in sé la velocità e la forza della locomotiva (rail in inglese significa binario) con l'aggressività e la fierezza del falco (hawk in inglese). Il nome è stato suggerito da W. Jarrett Campbell, un tifoso della squadra che ha ricevuto in premio per la sua idea due abbonamenti a vita per le partite dei RailHawks.
L'11 ottobre 2006, Scott Schweitzer (ex-difensore dei Rochester Rhinos) è diventato il primo allenatore dei Carolina RailHawks.
Il 6 marzo 2007, i RailHawks avviarono una collaborazione con la Next Level Academy (NLA) e la Capital Area Soccer League (CASL) allo scopo di far crescere nuovi talenti calcistici nel North Carolina. Attualmente il club di Cary annovera sia delle squadre giovanili (maschili e femminili) dai 13 ai 16 anni, sia un team under-23.
Il 21 aprile 2007, davanti a una folla di 6.327 spettatori radunatasi al SAS Soccer Park di Cary, i RailHawks disputarono il loro primo incontro ufficiale di regular season, pareggiando 1-1 contro i Minnesota Thunder. Il primo goal nella storia del club lo segnò il centrocampista Kupono Low con un tiro dalla lunga distanza dopo appena otto minuti di gioco. L'8 maggio 2007, i RailHawks vinsero la loro prima partita battendo 2-0 in amichevole il C.D. Chivas USA.
I RailHawks conclusero la loro prima stagione nella USL-1 all'ottavo posto, assicurandosi un posto per i play-off. Vennero poi eliminati nei quarti di finale dai Seattle Sounders, che alla fine si aggiudicarono il titolo.
Al termine della stagione 2007, i proprietari dei RailHawks annunciarono la nascita di una squadra femminile.
Nel novembre 2009, il club annunciò di voler lasciare la USL First Division per fondare, insieme ad altre squadre della USL, un nuovo campionato di secondo livello (poi chiamatosi North American Soccer League) a partire dalla stagione successiva. La United States Soccer Federation, tuttavia, non concesse immediatamente l'autorizzazione a far partire il nuovo campionato, ed organizzò per la stagione 2010 un torneo di transizione che comprese sia club USL che NASL, poi chiamato USSF Division 2 Pro League. In quella stagione, i RailHawks chiusero la stagione regolare in vetta alla classifica della NASL Conference, ma, dopo aver eliminato ai playoff i Minnesota Stars e il Montreal Impact, persero la finale del campionato contro i Puerto Rico Islanders. A fine stagione il club fu ceduto all'azienda denominata Traffic Sports USA.
Nel 2011 l'USL e la NASL si divisero, con i RailHawks che si unirono a quest'ultima. In quella stagione, il club si classificò ancora una volta al primo posto della classifica della stagione regolare, ma in semifinale dei playoff uscì sconfitto ai rigori contro i Minnesota Stars. La squadra raggiunse i playoff anche nella stagione successiva, ma venne nuovamente eliminata in semifinale, stavolta dai Tampa Bay Rowdies.
Sia nel 2013 che nel 2014, i RailHawks furono protagonisti di un notevole cammino nella U.S. Open Cup: in entrambe le stagioni, infatti, il club raggiunse i quarti di finale dopo aver eliminato sia Chivas USA che il L.A. Galaxy.
Nel 2015 avvenne un nuovo passaggio di proprietà del club, che stavolta venne acquisito dall'imprenditore locale Steve Malik.
Il 12 luglio 2016, il club segnò il suo record di spettatori in occasione di un'amichevole contro il West Ham disputata davanti a 10.125 tifosi e terminata 2-2
Il 6 dicembre 2016, i RailHawks cambiarono il proprio nome in North Carolina FC come parte di un processo più ampio per portare la Major League Soccer nella città di Raleigh.
Nella stagione 2017, il club tornò a qualificarsi per i playoff della NASL per la prima volta in 5 anni. Ancora una volta, però, risultò fatale la semifinale, in cui la squadra venne sconfitta dai San Francisco Deltas, che poi si laurearono campioni.
Nel dicembre 2017, a causa della declassazione a terza divisione della NASL da parte della federazione americana, la franchigia annunciò il passaggio alla USL, ormai l'unico campionato rimasto al secondo livello della piramide calcistica statunitense.
Il 10 gennaio 2021 il club ha annunciato di lasciare la USL Championship per passare invece in USL League One, il terzo livello del calcio statunitense. Il 7 agosto 2023 il club annuncia di compiere il percorso inverso, tornando nella USL Championship a partire dalla stagione 2024.

## Stadio
Sin dalla fondazione del club, il North Carolina FC disputa le proprie partite interne presso il WakeMed Soccer Park di Cary, impianto che può contenere fino a 10.000 spettatori, che condivide con la squadra femminile del North Carolina Courage, la quale milita in NWSL.
Il 6 dicembre 2016, insieme al cambio di nome, il club annunciò i propri piani per la costruzione di un nuovo stadio da 24.000 posti come parte dei propri sforzi di diventare una franchigia di Major League Soccer, ma il progetto non si concretizzò mai.

## Palmarès

### Competizioni nazionali
- Woosnam Cup: 1

2011, 2013
- USL League One: 1

2023

### Altri piazzamenti
- Lamar Hunt U.S. Open Cup:

Semifinalista: 2007
- USSF Division 2 Pro League:

Finalista: 2010

## Risultati anno per anno
| Anno | League             | Reg. Season | Playoff           | Open Cup         | Media Spettatori |
| ---- | ------------------ | ----------- | ----------------- | ---------------- | ---------------- |
| 2007 | USL First Division | 8°          | Quarti di finale  | Semifinale       | 4.962            |
| 2008 | USL First Division | 8°          | Non qualificato   | Ottavi di finale | 3.869            |
| 2009 | USL First Division | 2°          | Quarti di finale  | 2º turno         | 2.943            |
| 2010 | USSF D2 Pro League | 1° NASL     | Finale            | 2º turno         | 2.241            |
| 2011 | NASL               | 1°          | Semifinale        | Non partecipa    | 3.353            |
| 2012 | NASL               | 4°          | Semifinale        | Ottavi di finale | 3.883            |
| 2013 | NASL               | 1°          | Non qualificato   | Quarti di finale | 4.708            |
| 2014 | NASL               | 5°          | Non qualificato   | Quarti di finale | 4.551            |
| 2015 | NASL               | 6°          | Non qualificato   | 3º turno         | 4.539            |
| 2016 | NASL               | 8°          | Non qualificato   | 4º turno         | 5.058            |
| 2017 | NASL               | 3°          | Semifinale        | 4º turno         | 4.471            |
| 2018 | USL                | 9° Eastern  | Non qualificato   | 4º turno         | 4.730            |
| 2019 | USL Championship   | 7° Eastern  | Turno preliminare | 4º turno         | 4.118            |
| 2020 | USL Championship   | 3º Gruppo G | Non qualificato   | Cancellata       | 3.515            |

## Rosa 2022
| N. |                                      | Ruolo | Calciatore       |
| -- | ------------------------------------ | ----- | ---------------- |
| 24 | Stati Uniti (bandiera)               | P     | Nick Holliday    |
| 25 | Stati Uniti (bandiera)               | D     | Britton Fischer] |
| 26 | Stati Uniti (bandiera)               | A     | Cole Frame       |
|    | Brasile (bandiera)                   | C     | Pecka            |
|    | Saint Vincent e Grenadine (bandiera) | A     | Oalex Anderson   |
|    | Stati Uniti (bandiera)               | C     | Luis Arriaga     |
|    | Saint Kitts e Nevis (bandiera)       | C     | Raheem Somersall |
|    | Inghilterra (bandiera)               | A     | Showkat Tahir    |
|    | El Salvador (bandiera)               | D     | Nelson Martínez  |

| N. |                        | Ruolo | Calciatore          |
| -- | ---------------------- | ----- | ------------------- |
|    | El Salvador (bandiera) | D     | Nelson Flores       |
|    | Inghilterra (bandiera) | D     | Jordan Skelton      |
|    | Porto Rico (bandiera)  | A     | Jaden Servania      |
|    | Stati Uniti (bandiera) | A     | Garrett McLaughlin  |
|    | Stati Uniti (bandiera) | D     | Christian Lue Young |
|    | Stati Uniti (bandiera) | D     | Gustavo Fernandes   |
|    | Stati Uniti (bandiera) | D     | Max Flick           |
|    | Argentina (bandiera)   | A     | Nicolás Molina      |

## Rosa 2019
| N. |                              | Ruolo | Calciatore         |
| -- | ---------------------------- | ----- | ------------------ |
| 1  | Grecia (bandiera)            | P     | Alexander Tambakis |
| 2  | Stati Uniti (bandiera)       | D     | Manny Perez        |
| 3  | Nuova Zelanda (bandiera)     | D     | Sam Brotherton     |
| 4  | Sierra Leone (bandiera)      | C     | Victor Igbekoyi    |
| 5  | Camerun (bandiera)           | C     | Duval Wapiwo       |
| 6  | Stati Uniti (bandiera)       | C     | Austin da Luz      |
| 7  | Camerun (bandiera)           | A     | Donovan Ewolo      |
| 8  | Trinidad e Tobago (bandiera) | C     | Andre Fortune      |
| 9  | Paesi Bassi (bandiera)       | A     | Marios Lomis       |
| 10 | Stati Uniti (bandiera)       | A     | Ben Speas          |
| 11 | Malawi (bandiera)            | C     | Yamikani Chester   |
| 12 | Stati Uniti (bandiera)       | C     | Austin Panchot     |
| 14 | Stati Uniti (bandiera)       | D     | Colton Storm       |
| 15 | Stati Uniti (bandiera)       | A     | Justin Rennicks    |

| N. |                                 | Ruolo | Calciatore     |
| -- | ------------------------------- | ----- | -------------- |
| 16 | Stati Uniti (bandiera)          | C     | Graham Smith   |
| 18 | Stati Uniti (bandiera)          | A     | Robert Kristo  |
| 20 | Stati Uniti (bandiera)          | C     | Ryan Spaulding |
| 21 | Mandato di Palestina (bandiera) | C     | Nazmi Albadawi |
| 22 | Stati Uniti (bandiera)          | D     | Caleb Duvernay |
| 23 | Canada (bandiera)               | D     | Alex Comsia    |
| 24 | Canada (bandiera)               | P     | Darrin MacLeod |
| 26 | Stati Uniti (bandiera)          | C     | Tommy McCabe   |
| 27 | Stati Uniti (bandiera)          | D     | DJ Taylor      |
| 31 | Stati Uniti (bandiera)          | D     | Steven Miller  |
| 33 | Messico (bandiera)              | D     | Aarón Guillén  |
| 36 | Stati Uniti (bandiera)          | P     | Robert Alphin  |
| 40 | Stati Uniti (bandiera)          | P     | Ryan Cretens   |

## Rivalità
Entrando nella USL First Division, i RailHawks hanno cominciato a partecipare al cosiddetto derby del sud, rinnovando una rivalità iniziata nel 2000 tra Charleston Battery, Atlanta Silverbacks e Raleigh Capital Express (club scioltosi nel 2000).
Anche i Rochester Rhinos sono rivali dei RailHawks, ma ciò non è dovuto a motivi sportivi: più semplicemente, l'attuale General Manager di Carolina, Chris Economides, è stato in passato presidente dei Rhinos. In aggiunta, l'allenatore dei RailHawks, Scott Schweitzer, è stato capitano dei Rhinos durante la sua carriera di calciatore.
La rivalità con i Puerto Rico Islanders è iniziata quando Andrés Guillemard-Noble, presidente degli Islanders, ha accusato i RailHawks di essersi comportati slealmente nella trattativa per l'acquisto del centrocampista Caleb Norkus. Il club di Porto Rico afferma di aver avuto un accordo verbale con Norkus per fargli vestire la propria maglia nella stagione 2007, ma l'affare non è poi andato in porto. Norkus si difende dicendo che non esisteva alcun contratto scritto fra le due squadre che sanciva un suo passaggio agli Islanders, e per quel motivo alla fine è rimasto in North Carolina. Oltre a questo fatto, con i Puerto Rico Islanders c'è anche una rivalità cromatica, dovuta al fatto che i RailHawks hanno scelto come colori sociali gli stessi del club portoricano.